# Aumont-en-Halatte
Aumont-en-Halatte è un comune francese di 568 abitanti situato nel dipartimento dell'Oise della regione dell'Alta Francia.

## Società

### Evoluzione demografica
Abitanti censiti